# Entoloma olivaceotinctum
Entoloma olivaceotinctum är en svampart som tillhör divisionen basidiesvampar, och som beskrevs av Machiel Evert ("Chiel") Noordeloos. Entoloma olivaceotinctum ingår i släktet Entoloma, och familjen Entolomataceae. Enligt den finländska rödlistan är arten starkt hotad i Finland. Arten är reproducerande i Sverige. Artens livsmiljö är halvnaturliga torra gräsmarker.